# Limbach L550E

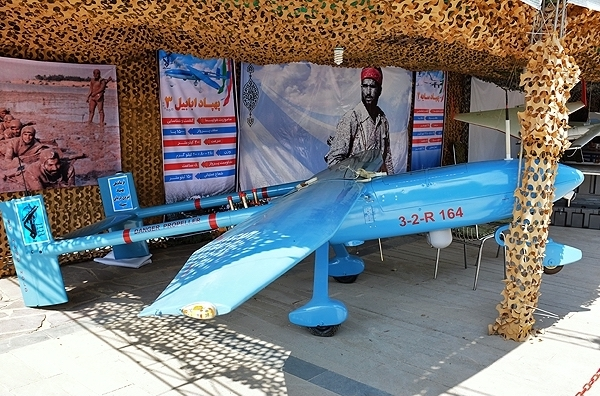
Іранський дальній дрон-розвідник Arabil-3 використовує L550E (MD 550)

Limbach L550E — німецький авіаційний двигун, розроблений і вироблений компанією Limbach Flugmotoren з Кенігсвінтера.
Має безліч клонів китайського та іранського виробництва, що випускаються під маркою MD 550.
Розроблений спочатку для надлегких літаків та мотопланерів, але практично використовується масово для БПЛА вагою близько 100 кг. Серед них IAI Searcher (Форпост), Shahed 136, Arabil і Qods Mohajer.
Двигун має характерний звук мопеда, за що дрон Shahed 136 прозвали «мопед».

## Історія
Спочатку двигун був розроблений в 1987 році компанією Limbach для вузької ніші мотопланерів і надлегких літаків як AMF Chevvron 2-32 або Fisher Horizon, але поява дронів зробило його одним з найпопулярніших у своєму масогабаритному класі. Виявлення двигуна в дронах хуситів призвело до того, що спецслужби ФРН заборонили компанії експортувати двигун, що і призвело до створення його китайських та іранських копій. Популярність двигуна для дронів обумовлювалася дуже низькою вагою на 1 КВт потужності, а також вбудованого електрогенератора на 1,2 КВт Для порівняння інший популярний двигун дронів як Rotax 912, що використовується в БПЛА як Байрактар TB2, хоча до 2х разів потужніший, але має співвідношення потужності до ваги 0,98 кВт/кг, в той час як L550E воно досягає 2,3 кВт/кг. Це пов'язано з тим, що конструкторам Limbach вдалося застосувати легкий алюміній для виготовлення багатьох частин двигуна L550E.
Велику популярність двигун отримав через масоване використання в дронах Іранської літакобудівної промислової компанії HESA в різних БПЛА, в тому числі в Shahed 136, Arabil і Qods Mohajer. Двигун використовується також у великому ізраїльському розвідувальному дроні IAI Searcher (виготовляється у Росії під маркою «Форпост»). Двигун дозволяє дронам розміром кілька метрів і вагою близько 100 кг розвивати швидкість 150—180 км/год і долати близько 2000 км з однієї заправки.

## Конструкція
L550E — це чотирициліндровий горизонтально-опозитний двотактний бензиновий двигун з повітряним охолодженням, що розвиває потужність 37 кВт (50 к. с.). Версії двигуна для дронів зазвичай мають вбудований електрогенератор на 1,2 кВт для живлення електрообладнання.
У ньому використовується імпульсне запалювання, чотири карбюратори і змащування мастильною сумішшю із співвідношенням палива та оливи 25:1 (для мінеральних олив) або 50:1 (для синтетичних). Система охолодження — повітряна.

## Загальні характеристики
Тип: Чотирициліндровий, двотактний авіаційний двигун
Робочий об'єм: 548 см³
Довжина: 300 мм
Ширина: 410 мм
Висота: 301 мм
Суха вага: 16 кг
Вихідна потужність: 37 квт (50 к. с.)
Співвідношення потужності до ваги: 2,3 кВт/кг
Вартість: $12.000-$17.000 залежно від обсягу закупівель.